# Gangrel-Talsperre
Die Gangrel-Talsperre (auch R. S. Sagar-Talsperre) befindet sich am Oberlauf der Mahanadi 10 km südlich der Stadt Dhamtari im indischen Bundesstaat Chhattisgarh.
Die Talsperre wurde 1979 fertiggestellt. Das Staubauwerk besteht aus einem 1300 m langen Erdschüttdamm sowie einer anschließenden Gewichtsstaumauer. Die Gesamtlänge beträgt 1830 m.
Der Ravishankar-Stausee bedeckt eine Fläche von bis zu 95,4 km².
Die Talsperre dient der Bewässerung der landwirtschaftlichen Flächen in den Distrikten Dhamtari, Raipur und Durg und ermöglicht so eine zweimalige Ernte im Jahr.
Außerdem beliefert die Talsperre das Stahlwerk in Bhilai mit Brauchwasser sowie den Großraum Raipur mit Trinkwasser. Ein Wasserkraftwerk mit einer Leistung von 10 MW befindet sich an der Talsperre.